# Philosophy and the Mirror of Nature
Philosophy and the Mirror of Nature (tạm dịch "Triết học và Tấm gương của Tự nhiên") là một cuốn sách xuất bản năm 1979 của triết gia người Mỹ Richard Rorty, trong đó tác giả cố gắng phá bỏ thay vì giải quyết các vấn đề triết học hiện đại bằng cách trình bày chúng như những vấn đề giả chỉ tồn tại trong trò chơi ngôn ngữ của các dự phóng nhận thức luận đạt đỉnh điểm trong triết học phân tích. Theo trường phái thực dụng, Rorty cho rằng triết học phải vượt qua những vấn đề giả này nếu muốn trở nên hiệu quả. Tác phẩm được coi là gây tranh cãi khi xuất bản, và có thành công lớn nhất bên ngoài phạm vi của triết học phân tích.

## Nền tảng
Tác phẩm của Rorty chịu ảnh hưởng chính từ John Dewey, Ludwig Wittgenstein, Willard Van Orman Quine và Wilfrid Sellars.

## Tóm tắt
Rorty lập luận rằng triết học đã dựa quá nhiều vào thuyết nhận thức đại diện và thuyết tương ứng về sự thật, với hy vọng kinh nghiệm hoặc ngôn ngữ của chúng ta có thể phản ánh thực tế một cách chân thực. Theo đó, ông tiếp tục truyền thống Anh ngữ gây tranh cãi, được xây dựng dựa trên công trình của các triết gia như Quine, Sellars và Donald Davidson. Rorty bỏ qua tranh luận khách quan / chủ quan truyền thống để ủng hộ một phiên bản chung của sự thật. Đối với ông, "sự thật" chỉ đơn giản là danh tiếng được ban cho các phát biểu, khẳng định chúng là những gì "chúng ta" muốn nói về một vấn đề nhất định.
Rorty giải thích làm thế nào hệ hình triết học thay đổi và "vấn đề" triết học có liên quan của họ có thể được coi là kết quả của các ẩn dụ, từ vựng mới, và những lầm lẫn trong liên kết ngôn ngữ, vốn là một phần không thể thiếu của những hệ hình mới.

## Tiếp nhận
Triết học và Tấm gương của Tự nhiên được xem là phần nào gây tranh cãi khi được xuất bản. Tác phẩm có được thành công lớn nhất ngoài phạm vi của triết học phân tích, mặc dù nó phụ thuộc vào lập luận của Quine và Sellars, và có ảnh hưởng rộng rãi trong các ngành nhân văn. Tác phẩm đã bị chỉ trích rộng rãi bởi các triết gia trường phái phân tích.